# Шилер (група)
Schiller (Шилер) е името на съвместен проект на Кристофер фон Дейлен и Мирко фон Шлийфен - германски композитори и продуценти на електронна музика. Тяхното творчество може да бъде описано като съчетание на транс и ембиънт. Той не пее в песните си, но затова често пъти кани гост-вокалисти за записите си. Има записани песни с певци като Таря Турунен, Питър Хепнер, Ким Сандерс, Мая Сабан, Сара Брайтмън, Моя Бренан, Александър Велянов, Септембър, а също така и с други музиканти като Майк Олдфийлд.
Името на проекта произхожда от Фридрих Шилер - германски поет, философ, историк и драматург, на който фон Дейлен се възхищава.

## Дискография

### в Германия
- 1999 Zeitgeist
- 2001 Weltreise
- 2003 Leben
- 2004 Live ErLeben (концертен албум)
- 2005 Tag Und Nacht
- 2009 Desire-2

### В САЩ
- 2001 Zeitgeist
- 2002 Voyage
- 2004 Life
- 2005 Prologue